# Патрісія Казаді
Патрісія «Тріш» Тшіланда Казаді (17 березня 1988 , Варшава )) — польська акторка, співачка, танцюристка й телевізійна діячка.

## Життєпис
Мати Патрісії Казаді родом з Лукова Люблінського воєводства, а батько родом з Демократичної Республіки Конго.
Казаді навчалася на денній формі навчання Варшавського технологічного університету. Не маючи змоги завершити вивчення всіх необхідних предметів, вона перейшла на заочне відділення у Варшавській школі економіки. Вона грає на фортепіано та складає музику, два роки навчалася сучасним танцям. З дитинства займалася музикою, театром та медіа. Казаді також був студенткою Школи популярної та джазової музики другого рівня імені Кшиштофа Комеди у Варшаві.

## Телебачення
Патрісія Казаді знімалася у ролі медсестри Ягни Новак у серіалі «Ранчо». 
Була ведучою Everyday English на TVN Lingua; телеканал припинив свою діяльність у 2009 році.
З 5 вересня по 14 листопада 2010 року Казаді брала участь у 12-му сезоні Taniec z gwiazdami, польської версії Танців з зірками. Вона танцювала з Лукашем Чарнецьким і посіла четверте місце.
У 2007 році Казаді посіла третє місце у другому сезоні Jak oni śpiewają (Як вони співають, польська версія Soapstar Superstar). Вона виступала гостею в наступних виданнях, співаючи з Жорою Корольов (четвертий сезон) та Мацеєм Яховським (п'ятий сезон). 22 грудня 2007 року Казаді співала у святковому випуску шоу під назвою Jak oni śpiewają? – Jak oni świętują? (співала з Малгожатою Левіньською та Домінікою Фігурською), а 30 травня 2009 року у спеціальній трансляції під назвою Jak oni śpiewają — Dzień Dziecka (з Кароліною Новаковською, Олександрою Швед та Монікою Мрозовською), отримавши статуетку «Серце Polsat». У 2009 році вона взяла участь у шостому конкурсі та посіла п'яте місце серед 11 конкурсанток.
У 2011 році Казаді взяла участь у фіналі Великого оркестру різдвяної благодійності, запропонувавши вечерю з нею та можливість дізнатися закулісні секрети роботи в TVN Warsaw. У 2011 році Казаді замінила Кінгу Русін на посаді ведучої You Can Dance: Po prostu tańcz! (польська версія So You Think Can Dance).
З 2013 року Казаді працювала телеведучою польської версії «X Factor».
У 2016 році Казаді отримала роль Рері в польському біографічному серіалі «Бодо», який розповідає про актора та співака Еугеніша Бодо, який загинув у російському ГУЛАГу в 1943 році.

## Музика
Патрісію Казаді запрошували для запису альбомів Ten Typ Mes, Flexxip, Tewu, 2 Cztery 7, Gorzki та O$ka. У липні 2010 року вона записала та випустила два сингли з ді-джеєм Крістом Ван Ді — «On Tonite» та «Be Without You».

## Рекламні ролики
Вона знялася в рекламі мобільної компанії Play та Axe Villa.

## Фільмографія
| Назва                                                  | Рік            | Роль                                    | Примітки |
| ------------------------------------------------------ | -------------- | --------------------------------------- | -------- |
| Jak się pozbyć cellulitu                               | 2011 рік       | Ганна Рубін (журналістка)               |          |
| Ранчо (серіал)                                         | 2011-          | Ягна Новак (медсестра)                  |          |
| Licencja na wychowanie                                 | 2010 рік       | Ядзя Лещинська (двоюрідна сестра Павла) |          |
| Свєнти інтерес                                         | 2010 рік       | Мотема (дружина Лешека)                 |          |
| Na Wspólnej                                            | 2009-2010 роки | Беата Дольняк (сусідка Марти та Філіпа) |          |
| Баладина                                               | 2009 рік       | журналіст                               |          |
| Rajskie klimaty                                        | 2009 рік       | Гелена Войчик (дружина Анджея)          |          |
| Miłość na wybiegu                                      | 2009 рік       | секретарка модельного агентства         |          |
| Funio, Szefunio i reszta… czyli dzieciaki ratują świat | 2009 рік       | Мати Юзефіна                            |          |
| Londyńczycy                                            | 2008-2009 роки | Хелен Хоббс (медсестра)                 |          |
| Фала збродні                                           | 2007-2008 рр.  | Мілена Бауман                           |          |
| Egzamin z życia                                        | 2005-2008 роки | Анна Хелміцька (сестра Анджея)          |          |
| Далеко від носа                                        | 2004 рік       | мати викраденої дитини                  |          |

## Польський дубляж
| Назва                        | Рік      | Роль                                                | Примітки |
| ---------------------------- | -------- | --------------------------------------------------- | -------- |
| Gwiezdne wojny: Wojny klonów | 2009 рік | Су                                                  |          |
| Круті дівчата (2016)         | 2017 рік | Блаженство (у спеціальній програмі «Сила чотирьох») | [ 5 ]    |

## Дискографія

### Альбоми
Trip / Подорож (2013)

### Одиночні
- 2008 — «Scream For Love» / «Крик від кохання»
- 2010 — «On Tonite» (DJ Krist Van D за участю Патрісії Казаді)
- 2010 — «Be Without You» / «Бути без тебе» (DJ Krist Van D за участю Патрісії Казаді)
- 2011 — «Hałas»
- 2011 — «Go Crazy»
- 2012 — «Wanna Feel You Now» / «Хочу відчути тебе зараз» (з Меттом Покорою)
- 2013 — «Przywam sen»

### Виступи гостей
| Рік      | Виконавець/альбом                         | Пісня | Джерело |
| -------- | ----------------------------------------- | --- | ------- |
| 2009 рік | Ten Typ Mes — Zamach na przeciętność      | - «Alkopoligamia [2006 R.] (бонусний трек)» (feat. Тріш)                                                             | [ 6 ]   |
| 2008 рік | TeWu — Ślad po sobie                      | - «Nie Śpij» (feat. Тріш)                                                                                            | [ 7 ]   |
| 2008 рік | Gorzki — Kontrawersja                     | - «Відскок» (feat. Даміан (II), Триш)                                                                                | [ 8 ]   |
| 2008 рік | 2cztery7 — Spaleni innym słońcem          | - «Owinąłem Sobie Tą Grę…» (feat. Тріш) - «Upewnij Się» (feat. Тріш) - «Z Dostawą Do Domu» (feat. Петро Пацак, Тріш) | [ 9 ]   |
| 2005 рік | 2cztery7 — Funk — dla smaku               | - «Два, Чтері, Сідем» (feat. Тріш)                                                                                   | [ 10 ]  |
| 2005 рік | Атака нетрів — Najlepszą obroną jest atak | - «KO CHAM» (feat. Ст0не, Триш)                                                                                      | [ 11 ]  |
| 2004 рік | O$ka — Przez $ Jak. .                     | - «Tak Zapomnieć» (feat. Ten Typ Mes, Тріш)                                                                          | [ 12 ]  |